# 黎塞留城堡

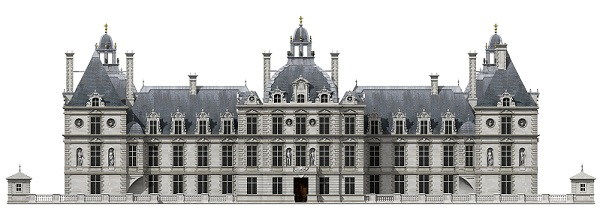

黎塞留城堡（法語：Château de Richelieu）是法国图赖讷地区一座宏伟的17世纪城堡，由法国神职人员、贵族和政治家黎塞留枢机（1585-1642）下令建造。1805年拆除。遗址位于今安德尔-卢瓦尔省，黎塞留南郊公园的中心，在希农以南、图赖讷地区圣莫尔以西, 周围大部分是农田。
这座城堡建于1631年至1642年间，位于前杜普莱西斯家族府邸所在地。遗址于1930年9月被指定为法国历史遗迹。

## 现状

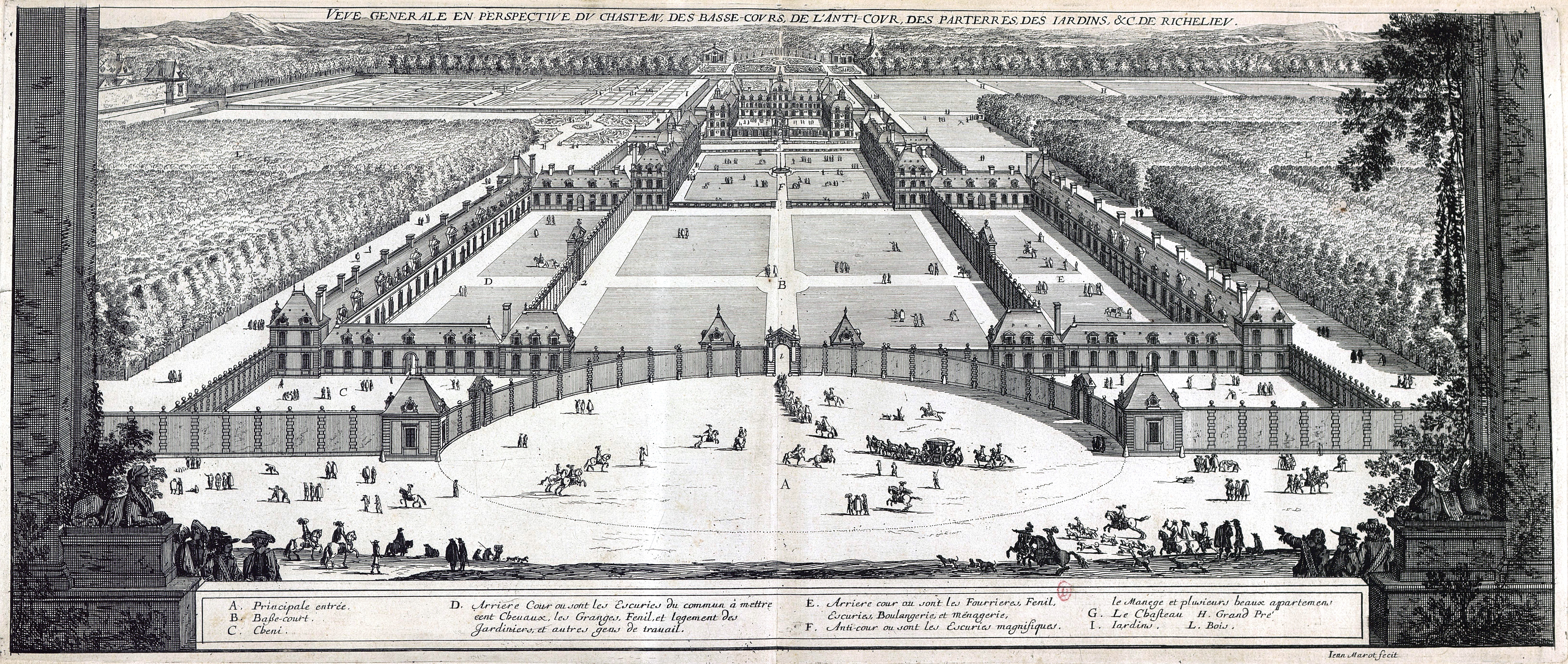
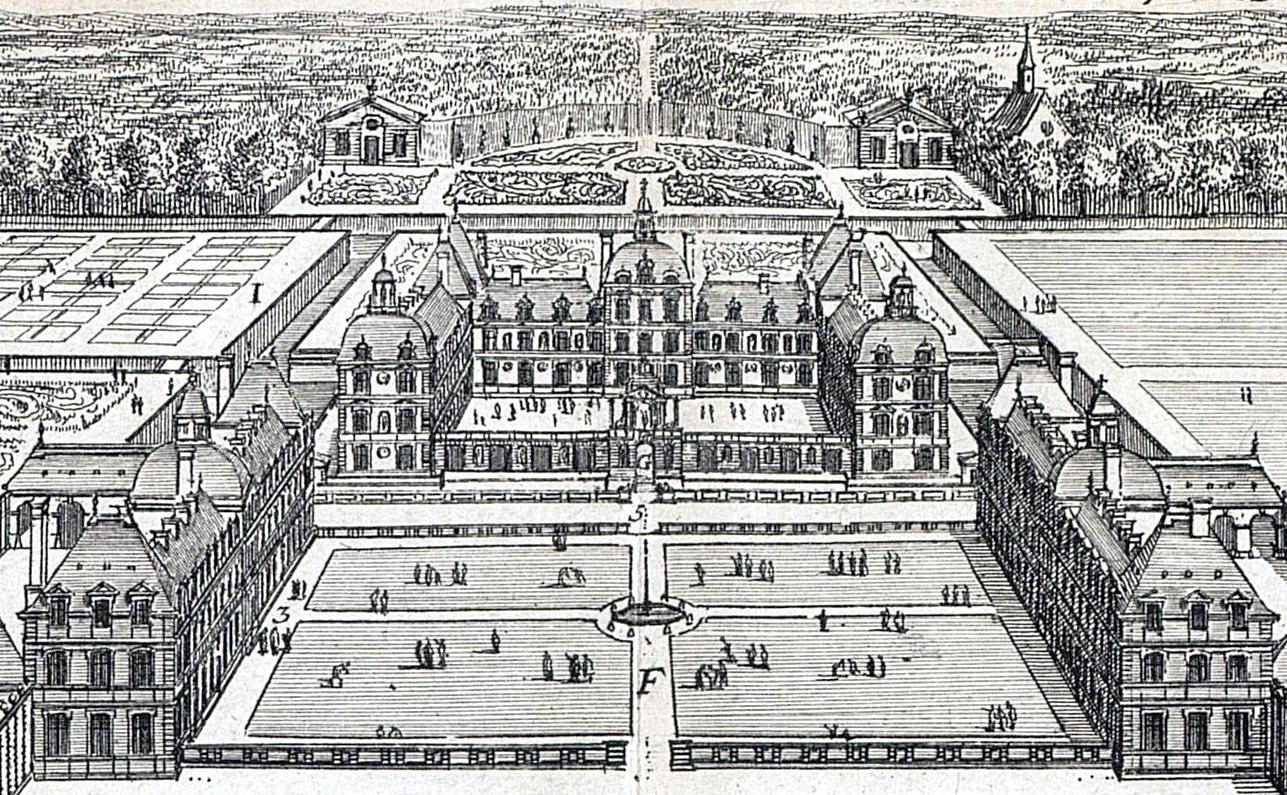
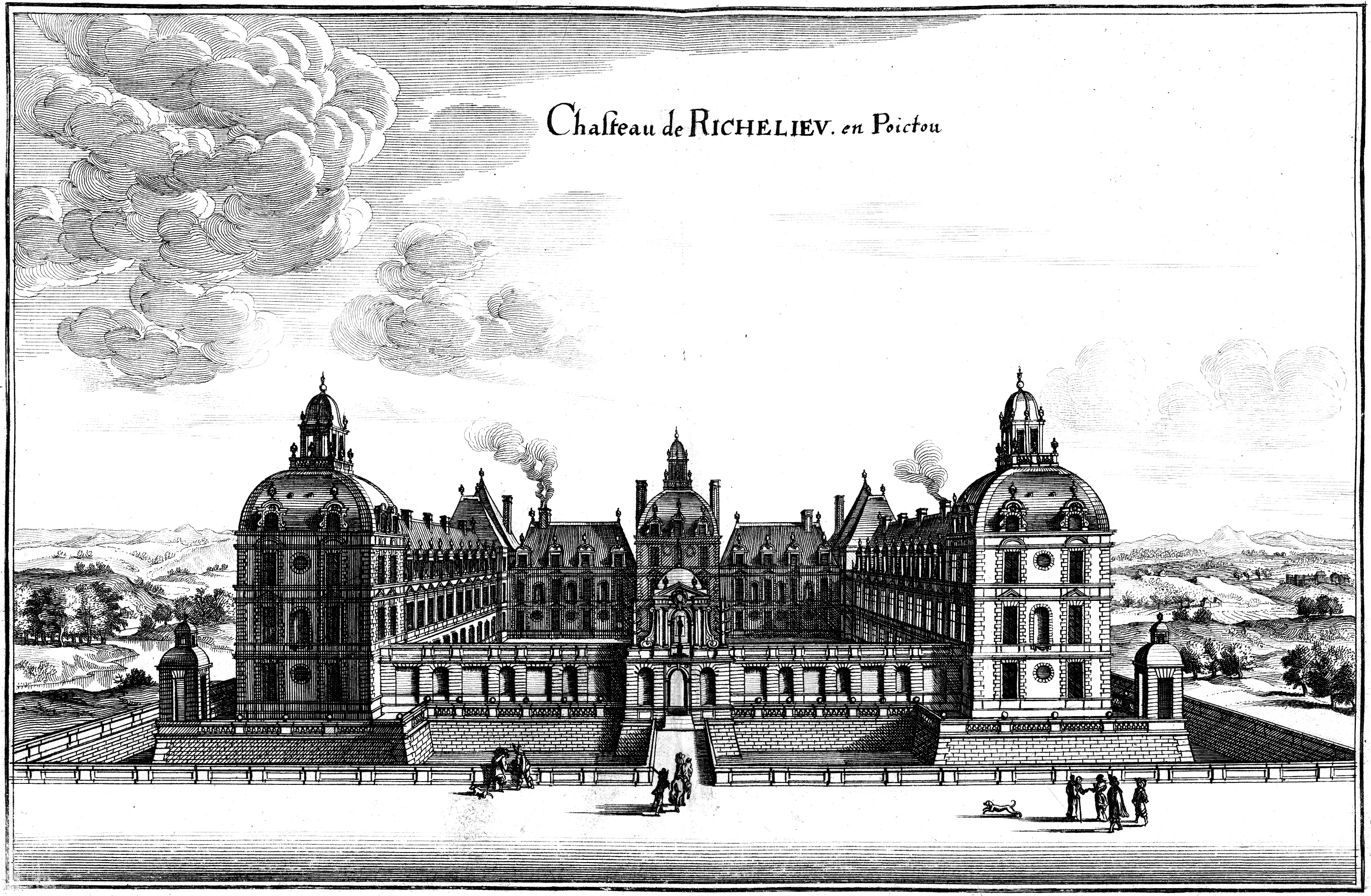

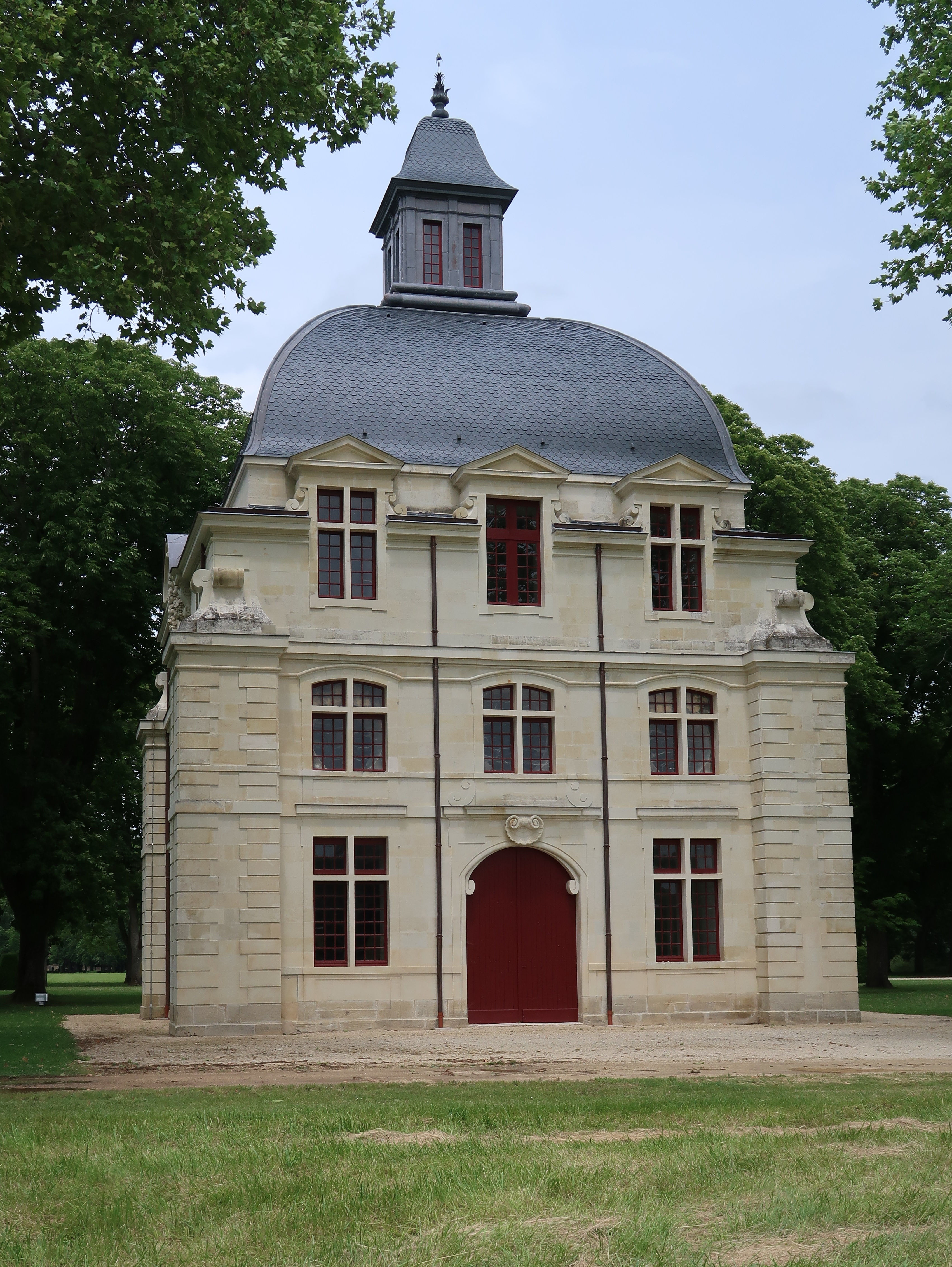
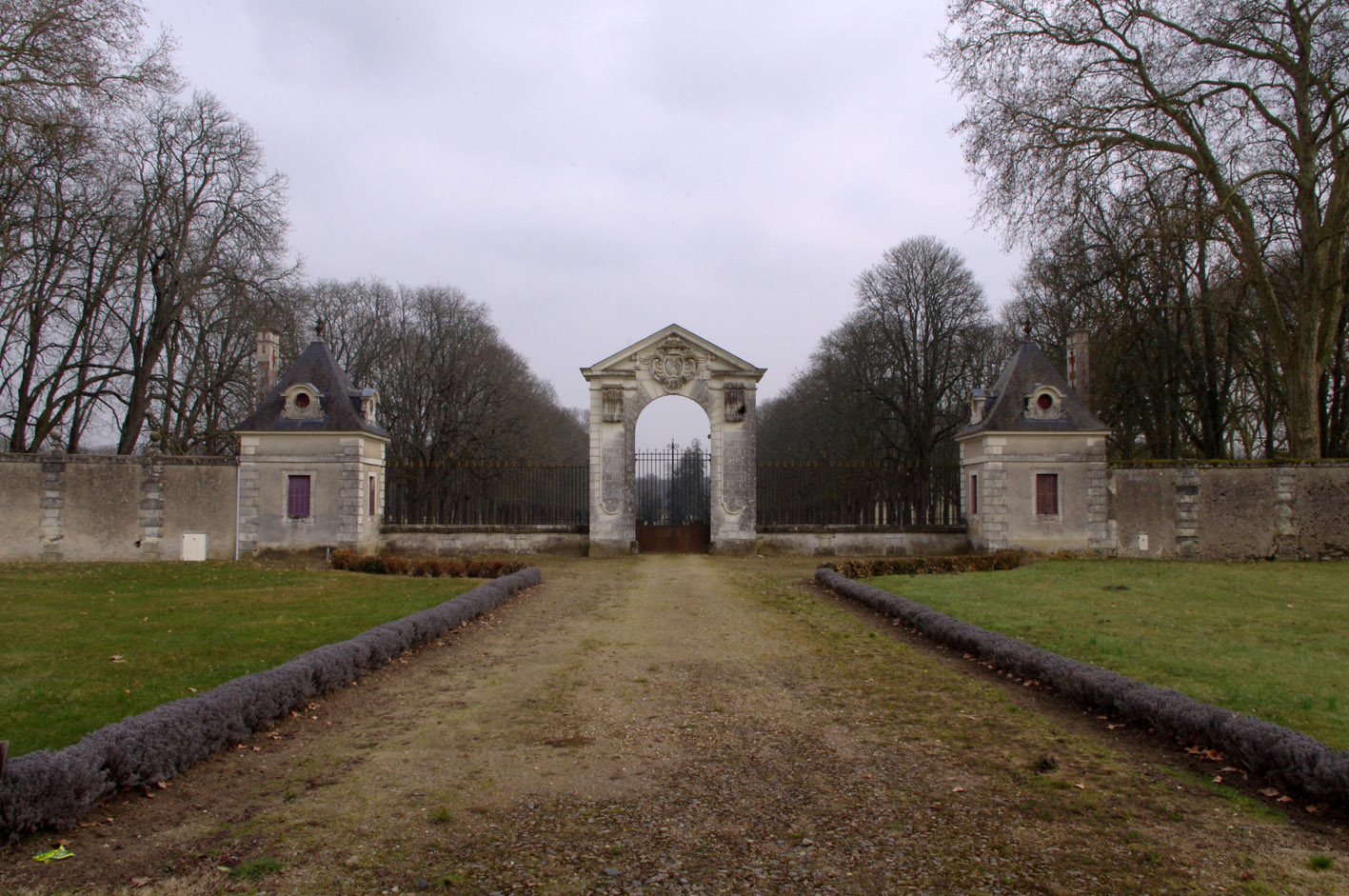
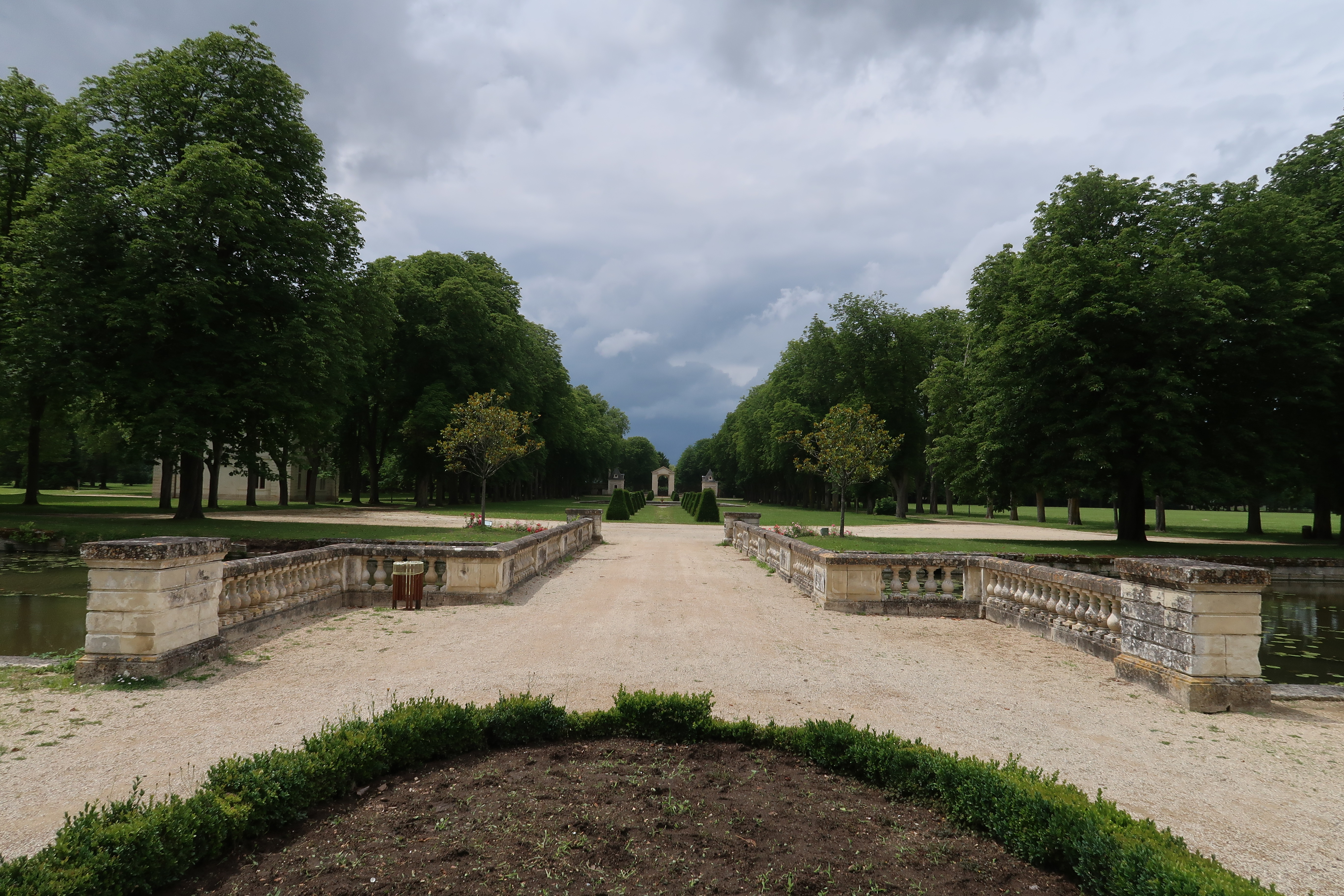
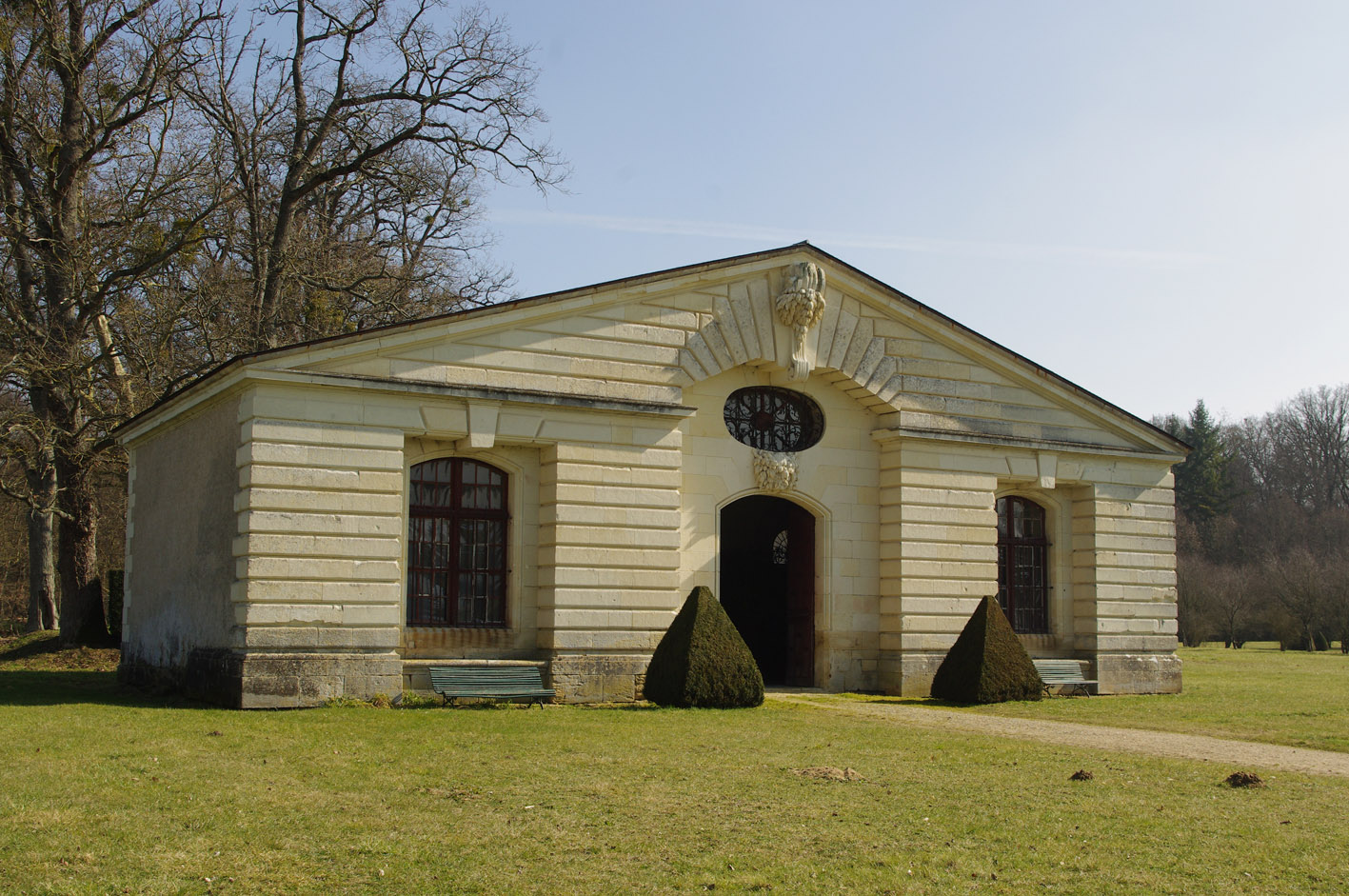
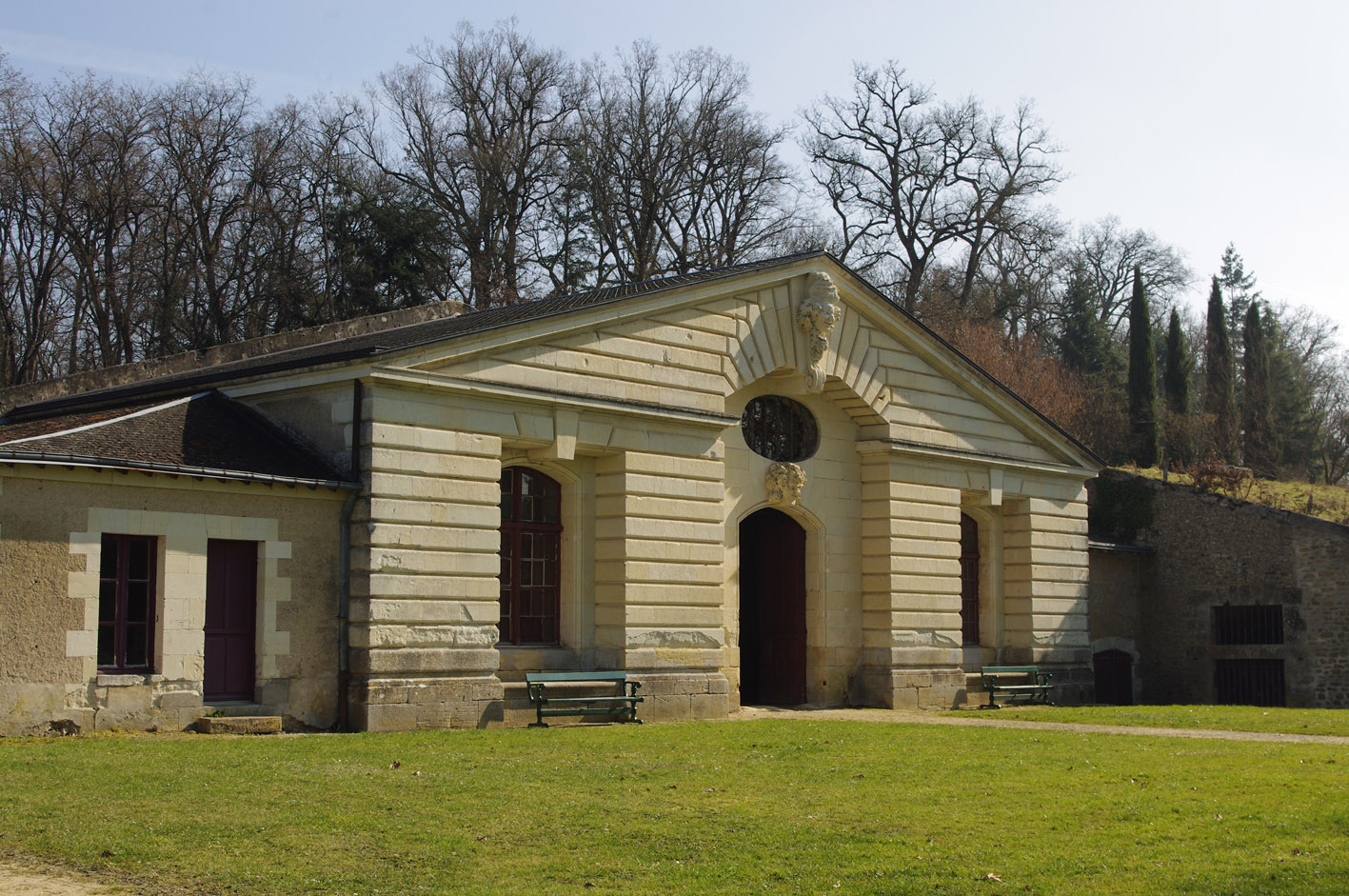

城堡带围墙的花园仍然作为公园开放。